# 高柳宰正
高柳 宰正（たかやなぎ さいしょう、1895年（明治28年）4月13日 - 1974年（昭和49年））は、日本の政治家。栃木県矢板市長を務めた。

## 経歴
矢板町針生に生まれる。旧制 大田原中学校 卒業（明治45年、第６回卒）。矢板町会議員、栃木県会議員を経て、1942年（昭和17年）に矢板町長に就任。町長は1945年（昭和20年）10月31日まで務めた。
1955年（昭和30年）2月、合併に伴う矢板町長選挙に立候補したが大島喜一郎に敗れた。その後、1959年（昭和34年）2月の矢板市長選挙で当選し、市長は1963年（昭和38年）2月16日まで務めた。市長在任中には、小学校の改築や道路整備などを行い市勢の発展に尽力した。また、1962年（昭和37年）12月には新市庁舎が竣工している。
1974年（昭和49年）矢板市名誉市民に推挙され、同年死去した。